# Octave Terrillon
Octave Terrillon (1844, Oigny-sur-Seine - 1895, Paris) est un médecin et chirurgien français reconnu comme un pionnier de l’asepsie médicale.

## Biographie
Octave Roch Simon Terrillon est né à Oigny-sur-Seine dans le nord de la Côte-d'Or le 7 mai 1844. Il suit des cours de la faculté de médecine de Paris et devient en 1868 interne des hôpitaux de Paris avant de soutenir sa thèse de doctorat en 1873.
En 1876, il obtient la qualification de chirurgien et est rattaché à l’hôpital de la Salpêtrière à Paris. Il est nommé en 1878 professeur à la faculté de médecine de Paris à trente-quatre ans.
Dès 1873, Octave Terrillon s'intéresse à la gangrène foudroyante qu'il nomme  « septicémie aiguë à forme gangreneuse » et retient l’hypothèse d'une matière septique extérieure. « Son idée était juste, elle fut confirmée par les recherches de Pasteur qui découvrit le vibrion septique en 1877 (…) Son grand mérite fut d’être le premier chirurgien qui comprit l’importance des découvertes de Pasteur ; il fit sienne la théorie des germes et l’appliqua à la chirurgie » (Dr Henri Perret ). 
Dès 1883, il expose à ses élèves la stérilisation des instruments de chirurgie par l’eau bouillante en utilisant une étuve à 120 degrés. En 1886, il utilise étuve sèche et autoclave pour stériliser les linges et les vêtements médicaux. 
Médecin et chirurgien renommé, il était consulté par les plus célèbres personnalités, par exemple par Maupassant en septembre 1891. Il est fait Chevalier de la Légion d'honneur le 13 juillet 1887, remise le 11 octobre par Louis Pasteur dont il était proche.
Il a publié des ouvrages médicaux d'importance comme Leçons de clinique chirurgicale professées à la Salpêtrière: nouvelles applications de la chirurgie aux affections de l'abdomen et des organes génitaux de la femme en 1889.
Octave Terrillon est mort prématurément  le 22 décembre 1895 contaminé lors d'une opération par un virus. Il laissait un fils de six ans, Maurice Terrillon, qui consacrera un livre à son père et aux débuts de l’asepsie en 1948 L'Asepsie, étude documentaire et bibliographique sur l'asepsie chirurgicale (éditions Masson).
L’administration postale a édité un timbre à son effigie, dans la série savants et inventeurs en 1957.
Il est inhumé le 26 décembre 1895 au cimetière de Montmartre, 21e division.